# Sceloporus chrysostictus
Sceloporus chrysostictus (юкатанська колюча ігуана) — вид ігуаноподібних ящірок родини фриносомових (Phrynosomatidae). Мешкає в Мексиці і Центральній Америці.

## Поширення і екологія
Юкатанські колючі ігуани мешкають на півострові Юкатан, на території мексиканських штатів Юкатан, Кампече і Кінтана-Роо, гватемальського департаменту Петен та північного Белізу. Вони живуть в сухих, колючих тропічних лісах, трапляються на узліссях та у вторинних заростях, однак уникають тінистих ділянок в глибині лісу. Зустрічаються на висоті до 300 м над рівнем моря. Відкладають яйця.